# Tricotecenă

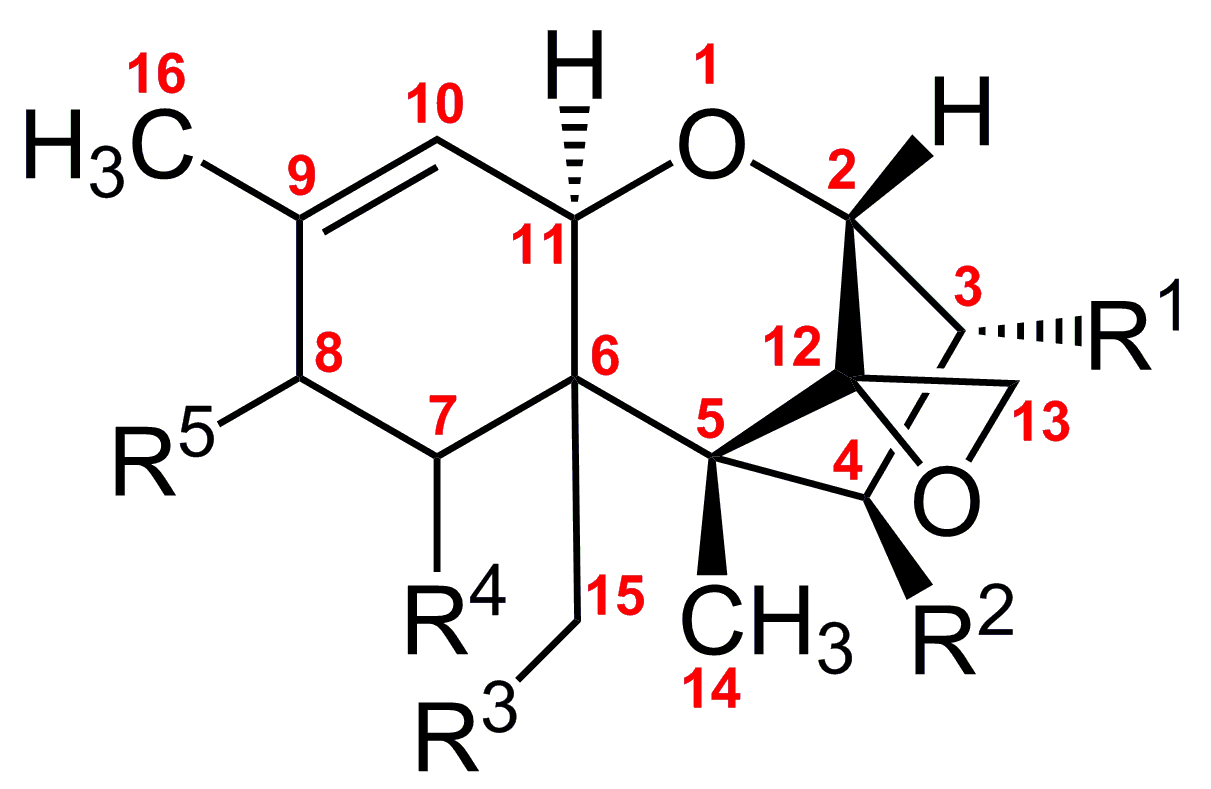
Structura chimică generală a tricotecenelor

Tricotecenele reprezintă o clasă de micotoxine de tip sescviterpene produse de către variate specii din genurile  Fusarium, Myrothecium, Trichoderma, Trichothecium, Cephalosporium, Verticimonosporium și Stachybotrys. Prezintă un o grupă 12,13-epoxi și grupe hidroxil și acetil pe nucleul general.
Unele mucegaiuri care produc micotoxine de tipul tricotecenelor, precum este specia Stachybotrys chartarum, pot să se dezvolte și în locuințele umede, producând probleme de sănătate.